# 高知県道259号土佐岩原停車場線
高知県道259号土佐岩原停車場線（こうちけんどう259ごう とさいわはらていしゃじょうせん）は、高知県長岡郡大豊町を通る一般県道である。

## 概要
長岡郡大豊町岩原から同町大久保に至る。

### 路線データ
- 起点：高知県長岡郡大豊町岩原（JR四国土讃線土佐岩原駅前）
- 終点：高知県長岡郡大豊町大久保（国道32号交点）
- 総延長：246 m

## 路線状況

### 道路施設

#### 橋梁
- 大岩橋（吉野川）

## 地理

### 通過する自治体
- 高知県
  - 長岡郡大豊町

### 交差する道路
| 交差する道路 | 交差する場所 | 交差する場所 |
| ------------ | ------------ | ------------ |
| 国道32号     | 大久保       | 終点         |

### 沿線
- JR四国土讃線土佐岩原駅
- 吉野川